# إذاعة البشائر
إذاعة البشائر هي اذاعة لبنانية تبث من بيروت. تبث البرامج الثقافية والحوارية والبرامج العلمية المتخصصة، بالإضافة للبرامج الترفيهية والدينية.

## موجاتها
تعتمد إذاعة البشائر في إرسال موجاتها على البث الأرضي والإلكتروني.

### البث الأرضي
يغطي بث الإذاعة الأرضي كل من لبنان وبعض أراضي سوريا (الشام، حمص، طرطوس).
تبث الإذاعة 18 ساعة يومياً، على الموجات التالية: FM 95.3 – 95.7.

### البث الإلكتروني
للإذاعة موقع على شبكة الإنترنت يوفر خدمة البث المباشر.